# WWF/AJPW/NJPW Wrestling Summit
De Wrestling Summit was een grote professioneel worstelshow dat gezamenlijk georganiseerd werd door de Amerikaanse worstelorganisatie World Wrestling Federation (WWF) en de Japanse All Japan Pro Wrestling (AJPW) en New Japan Pro Wrestling (NJPW) organisaties. Het evenement vond plaats op 13 april 1990 in de Tokyo Dome in Tokio, Japan. Het was de enige keer dat de drie promoties een gezamenlijke show produceerden, hoewel NJPW en WWF eerder hadden samengewerkt in de jaren 70 en 80. Hoogtepunten van de show werden uitgezonden op de Japanse televisie, maar vanwege verschillende eigendomskwesties is het volledige evenement nooit in zijn geheel uitgezonden.

## Achtergrond
De World Wrestling Federation (WWF) en New Japan Pro Wrestling (NJPW) werkten al samen sinds de jaren 70, waarbij worstelaars van WWF reisden naar Japan voor NJPW en worstelaars van NJPW reisden naar Amerika voor de WWF. Als onderdeel van de samenwerking, benoemde de WWF, eind jaren 70, zelfs NJPW boeker Hisashi Shinma tot hun boegbeeld. In 1979 won de oprichter van NJPW, Antonio Inoki, het WWF World Heavyweight Championship van Bob Backlund in een show in Japan, alleen om de resultaten zes dagen later terug te draaien.
Als deelname van een samenwerking, kreeg NJPW de controle over het WWF World Martial Arts Heavyweight Championship tijdens de creatie en Inoki kreeg het kampioenschap op het moment toen hij arriveerde in Amerika. In 1978 werd het WWF JUnior Heavyweight Championship verwezen naar NJPW en werd betwist op verschillende shows can NJPW tot 1985. De WWF gaf NJPW ook kort de controle over het WWF International Tag Team Championship in 1985 als onderdeel van hun samenwerking.
Op 27 januari 1980, verscheen de eigenaar van de WWF, Vince McMahon, op een show van All Japan Pro Wrestling (AJPW) in de Korakuen Hall in Tokio. Tijdens de show schudde hij de hand met de eigenaar van AJPW, Giant Baba, gevolgd door een aankondiging dat WWF, AJPW en NJPW voor het eerst zouden samenwerken aan een show die op 13 april 1990 in de Tokyo Dome werd gehouden.

## Matches
| Nr. | Match                                                                                        | Winnaar(s)                             | Opmerkingen                                                   | Bron  |
| --- | -------------------------------------------------------------------------------------------- | -------------------------------------- | ------------------------------------------------------------- | ----- |
| 1D  | Dan Kroffat, Doug Furnas & Joe Malenko vs. Samson Fuyuki, Tatsumi Kitahara & Toshiaki Kawada | Dan Kroffat, Doug Furnas & Joe Malenko | 6-man tag team match                                          | [ 1 ] |
| 2D  | Jushin Thunder Liger vs. Akira Nogami                                                        | Jushin Thunder Liger                   | Een-op-een match.                                             | [ 1 ] |
| 3   | Jimmy Snuka & Tito Santana vs. Kenta Kobashi & Masanobu Fuchi                                | Jimmy Snuka & Tito Santana             | Tag team match.                                               | [ 1 ] |
| 4   | Bret Hart vs. Tiger Mask                                                                     | N.V.T.                                 | Een-op-een match.                                             | [ 1 ] |
| 5   | The Great Kabuki vs. Greg Valentine                                                          | The Great Kabuki                       | Een-op-een match.                                             | [ 1 ] |
| 6   | Jake Roberts vs. The Big Boss Man                                                            | Jake Roberts                           | Een-op-een match.                                             | [ 1 ] |
| 7D  | Masa Saito & Shinya Hashimoto (c) vs. Masahiro Chono and Riki Choshu                         | Masa Saito & Shinya Hashimoto          | Tag team match voor het IWGP Tag Team Championship.           | [ 1 ] |
| 8   | Jumbo Tsuruta & King Haku vs. Mr. Perfect & Rick Martel                                      | Jumbo Tsuruta & King Haku              | Tag team match.                                               | [ 1 ] |
| 9   | Genichiro Tenryu vs. Randy Savage (met Sensational Sherri)                                   | Genichiro Tenryu                       | Een-op-een match.                                             | [ 1 ] |
| 10  | The Ultimate Warrior (c) vs. Ted DiBiase                                                     | The Ultimate Warrior                   | Een-op-een match voor het WWF World Heavyweight Championship. | [ 1 ] |
| 11  | André the Giant & Giant Baba vs. Demolition (Ax & Smash)                                     | André the Giant & Giant Baba           | Tag team match.                                               | [ 1 ] |
| 12  | Hulk Hogan vs. Stan Hansen                                                                   | Hulk Hogan                             | Een-op-een match.                                             | [ 1 ] |